# Guy Dollé
Pour les articles homonymes, voir Dollé (homonymie).
Guy Dollé est un chef d'entreprise français, né à Roye-sur-Matz (Oise) le 31 octobre 1942.
Il est l'ancien patron du groupe sidérurgique franco-hispano-luxembourgeois Arcelor qu'il quittera à la suite du rachat de ce dernier par Mittal Steel.

## Biographie
Son père est un modeste artiste qui « a refait les vitraux de la cathédrale de Metz après la guerre ». Il est l'aîné des sept enfants. Il grandit à Metz en Lorraine, où il est chef scout. Il fait l'École polytechnique (X1963)), où il est capitaine de l'équipe de football.
Il commence sa carrière dans la recherche sidérurgique à l'Institut de recherche de la sidérurgie.
En 1980, il entre chez Usinor, où il gravit, un à un tous les échelons : directeur des opérations internationales en 1995, directeur des aciers inoxydables et des alliages en 1997, directeur général d'Usinor en 1999, président exécutif en 2002.
Dans les années 1990, il organise une restructuration de Sollac qui réduit les effectifs de 20 000 à 4 000 personnes.
En mai 2002, il est nommé président de la direction générale d'Arcelor, en remplacement de Francis Mer, artisan de la fusion entre Usinor, Arbed et Aceralia, et nommé en France, ministre de l'Économie.
En 2003, il annonce le plan de réorganisation industrielle du groupe Arcelor mais accompagnant une relance de son expansion internationale vers le Brésil, la Turquie et le Canada où il réalise une offre sur la société Dofasco.
Il fait partie du Cercle de l'industrie qui défend les intérêts des entreprises françaises auprès de l'Union européenne, et préside la Fédération internationale du fer et de l'acier, ainsi que la Fédération européenne Eurofer (de décembre 2001 à janvier 2006),.
Fin juin 2006, il doit s'incliner face à l'OPA inamicale sur le groupe Arcelor par Lakshmi Mittal, le patron indien du groupe sidérurgique Mittal Steel, n°1 mondial du secteur (en tonnes d'acier produites). Dans son combat il est soutenu dans un premier temps par les premiers ministres français et luxembourgeois, Dominique de Villepin et Jean-Claude Juncker et par les syndicats européens de la sidérurgie en France, au Luxembourg, en Espagne, en Italie, en Belgique et en Allemagne. Les actionnaires d'Arcelor ne l'ont par contre ni suivi dans sa stratégie d'alliance au Russe Severstal ni dans ses manœuvres de « mise sous cocon » de Dofasco, société canadienne nouvellement acquise par Arcelor et que Mittal envisageait de revendre à ThyssenKrupp dès l'OPA terminée en vue de récupérer quelques liquidités. Il arrive néanmoins à faire monter le prix de l'OPA de 18,6 milliards d'euros à 26 milliards,.
Il est administrateur de Gaz de France à partir de 2004 et membre du conseil de surveillance d'Arc International à partir de 2007. Après sa retraite de 2006, il ne souhaite pas exercer de nouvelles fonctions de conseil.
Lorsque se pose la question de la reprise d'Ascometal en 2014, il plaide pour une offre française,.

## Vie privée
Il a épousé une institutrice et a deux enfants : un garçon et une fille, qui travaillent en France.
Il est amateur de football (FC Metz), golf,bridge et course à pied. Après sa retraite, il réside alternativement à Paris et Dunkerque, où il a une maison. Il voit aussi sa famille en Moselle.